# Lewisville, Washington
Lewisville är en så kallad census-designated place i Clark County i delstaten Washington. Orten har fått namn efter bosättaren Adolphus Lee Lewis. Vid 2010 års folkräkning hade Lewisville 1 722 invånare.